# Rochinia
Rochinia is een geslacht van kreeftachtigen uit de klasse van de Malacostraca (hogere kreeftachtigen).

## Soorten
- Rochinia ahyongi McLay, 2009
- Rochinia annae Richer de Forges & Poore, 2008
- Rochinia beauchampi (Alcock & Anderson, 1894)
- Rochinia boucheti Richer de Forges & Ng, 2013
- Rochinia brevirostris (Doflein, 1904)
- Rochinia carpenteri (C. W. Thomson, 1873)
- Rochinia confusa Tavares, 1991
- Rochinia cornuta (Rathbun, 1898)
- Rochinia crassa (A. Milne-Edwards, 1879)
- Rochinia crosnieri Griffin & Tranter, 1986
- Rochinia daiyuae Takeda & Komatsu, 2005
- Rochinia debilis Rathbun, 1932
- Rochinia decipiata Williams & Eldredge, 1994
- Rochinia fultoni (Grant, 1905)
- Rochinia galathea Griffin & Tranter, 1986
- Rochinia globulifera (Wood-Mason, in Wood-Mason & Alcock, 1891)
- Rochinia gracilipes A. Milne-Edwards, 1875
- Rochinia granulosa Ng & Richer de Forges, 2013
- Rochinia griffini Davie & Short, 1989
- Rochinia hertwigi (Doflein, 1904)
- Rochinia hystrix (Stimpson, 1871)
- Rochinia kotakae Takeda, 2001
- Rochinia makassar Griffin & Tranter, 1986
- Rochinia miyakensis Takeda & Marumura, 2014
- Rochinia moluccensis Griffin & Tranter, 1986
- Rochinia mosaica (Whitelegge, 1900)
- Rochinia natalensis Kensley, 1977
- Rochinia occidentalis (Faxon, 1893)
- Rochinia paulayi Ng & Richer de Forges, 2007
- Rochinia planirostris Takeda, 2009
- Rochinia pulchra (Miers, 1885)
- Rochinia riversandersoni (Alcock, 1895)
- Rochinia sibogae Griffin & Tranter, 1986
- Rochinia soela Griffin & Tranter, 1986
- Rochinia strangeri Serène & Lohavanijaya, 1973
- Rochinia suluensis Griffin & Tranter, 1986
- Rochinia tanneri (Smith, 1883)
- Rochinia tomentosa Griffin & Tranter, 1986
- Rochinia umbonata (Stimpson, 1871)
- Rochinia vesicularis (Rathbun, 1907)